# Загребська криза
Загребська криза (хорв. Zagrebačka kriza) — політична криза внаслідок виборів до Загребської міської скупщини 1995 року. 
Скупщина зібралася 29 жовтня 1995, але партіям-переможницям СДП і ХСЛП не вдалося призначити мером Загреба свого висуванця через протидію президента Франьо Туджмана і ХДС.
Партії, які перемогли на цих виборах, склали більшість у місцевій владі та висунули кілька своїх кандидатів. Але, за хорватським законодавством, кандидатуру міського голови мав затвердити Президент Хорватії, а Франьо Туджман відмовився це робити, в результаті чого місто не отримало свого демократично обраного керівника, а Загреб і Загребську жупанію очолив призначений урядом уповноважений Степан Бролич. Ситуація обернулася масштабними демонстраціями протесту і не владналася до наступних виборів 1997 р., коли ХДС Туджмана зуміла перетягти до своїх лав двох членів опозиції, тим самим здобувши більшість у міській скупщині (26 із 50 місць) та обравши на посаду мера Марину Матулович-Дропулич, яка вступила на цю посаду вдруге (уперше в 1996 р. призначена урядом Хорватії на пропозицію президента держави).
Усю цю кризу найгірше пережив сам президент Хорватії Франьо Туджман, який через невизнання результатів виборів втратив у міжнародному масштабі статус демократичного президента та набув рис автократа.

## Передісторія
Криза бере своє коріння від міжфракційної боротьби всередині тогочасної правлячої партії Хорватії — Хорватської демократичної співдружності (ХДС). 1993 р. колишній прем'єр-міністр Йосип Манолич, керівник служб безпеки та ватажок поміркованого крила в ХДС, поступово випав з числа фаворитів президента Франьо Туджмана, який дедалі більше рівнявся на крайніх націоналістів на чолі з міністром оборони Гойком Шушаком. Навесні 1994 р., коли стало очевидним, що Манолич втратить посаду спікера палати жупаній (верхньої палати короткочасного двопалатного парламенту Хорватії), він і Степан Месич, який тоді був спікером парламенту, організували масовий відтік депутатів парламенту з ХДС, які створили нову партію під назвою Хорватські незалежні демократи (ХНД), надіючись позбавити Туджмана більшості в парламенті. Спроба зрештою провалилася, і партії Туджмана вдалося в кінцевому підсумку втримати владу на загальнодержавному рівні. Однак у низці місцевих і окружних скупщин відтік депутатів від ХДС дозволив опозиційним партіям здобути більшість.
Однією з них стала скупщина Загребської жупанії. Туджмана ця невдача, вочевидь, спантеличила настільки, що йому довелося опиратися цьому будь-яким можливим способом. Він ініціював зміну в законодавстві, спрямовану на злиття двох адміністративних одиниць окружного рівня (Загребської жупанії і міста Загреб), що далі вимагало б нових виборів до об'єднаної скупщини. Ідея полягала в тому, щоб перекрити підконтрольну опозиції скупщину Загребської жупанії голосами виборців міста Загреб, яке широким загалом сприймалося в той час як міцний оплот ХДС.

## Вибори 1995 р.
Новий закон було ухвалено, а нові вибори призначено на 29 жовтня 1995 р., що збіглося з найближчими загальними виборами. Побутувала думка, що повальна ейфорія після операції «Буря» серпня 1995 р. і військового успіху Хорватії на останніх етапах війни в Боснії разом із масовим пропагандистським шквалом, здійнятим контрольованими державою ЗМІ, приведуть до того, що партія Туджмана безклопітно здобуде більшість у представницькому органі (скупщині) нової, розширеної самоврядної одиниці.
Попри те, що перші результати виборів показали, що ХДС закріпилася в сільських місцевостях колишньої Загребської жупанії, опозиційним партіям вдалося досягти успіху в міських районах власне Загреба. Було дуже очевидно, що в робітничих кварталах підтримка перейшла від ХДС до лівоцентристської Соціал-демократичної партії (СДП), головним чином завдяки популістській риториці Здравка Томаца та організаторським здібностям Мілана Бандича — визначних на той час членів СДП. У результаті ХДС остаточно програла вибори до нової загребської скупщини, а Здравко Томац став її новим спікером.
Незабаром опозиційні партії сформували керівну коаліцію, яка обрала мером члена Хорватської соціал-ліберальної партії (ХСЛП) Горана Гранича.

## Криза
Хорватське законодавство на той час обумовлювало, що мер Загреба прирівнювався за статусом до керівника жупанії (жупана), тому його призначення повинен був затвердити президент Хорватії. Це розглядалося як чиста формальність, оскільки Туджман вже допустив прецедент, затвердивши опозиційних жупанів після катастрофічної поразки його партії на місцевих виборах у лютому 1993 р. в Істрійській жупанії.
Однак Туджман здивував багатьох, заявивши, що не допустить «опозиційної ситуації» в столиці Хорватії. Коментуючи в лютому 1996 р. підсумок виборів, він сказав таке:
«Що значить, опозиція має 60% голосів? Це так, якби фермер сказав вам, що у нього в обійсті 60 тварин. Це поросята чи телята? Це кури чи гуси? Оскільки кожен розумний фермер і чоловік знає, що порівняно з таким стадом, один заплідник, не кажучи вже про пару заплідників чи корів, коштує більше, ніж ціле стадо.»
Туджман відмовився затвердити призначення мера від опозиції, а уряд Хорватії призначив тимчасовим мером чиновницю колишньої міської адміністрації та члена ХДС Марину Матулович-Дропулич. Це призвело до патової ситуації, коли міська скупщина Загреба відмовилася визнати мером Матулович-Дропулич, але за рішучої відмови Туджмана затвердити кандидата від опозиції, вона не змогла призначити свого. Протягом наступних 18 місяців міська скупщина пропонувала ще трьох опозиційних кандидатів із лав ХСЛП (Йозо Радош, Іво Шкрабало і Дражен Будіша), щоразу наштовхуючись на відмову в необхідному затвердженні президента. Ідея призначити тісно пов'язаного з ХДС бізнесмена Анте Ледича, який розглядався як компромісний варіант, теж зазнала невдачі. Тим часом Матулович-Дропулич продовжувала керувати міськими справами.

## Протести та розв'язання
Ті обставини, що в столиці країни діяли дві адміністрації, які не визнавали одна одну, а керівник держави відмовлявся визнати волю виборців, наводили багатьох на думку, що Хорватія переживає під час війни різке падіння демократичних стандартів, і що такий стан справ не буде подолано, доки Туджман залишатиметься при владі. Прилюдні дедалі більш параноїдальні зауваження Тудмана, який почав описувати своїх політичних супротивників і їхніх прихильників як «іноземних агентів» і «ворогів держави», теж привнесли свою лепту в цю оцінку.
У листопаді 1996 р., через рік після виборів, коли криза все ще тривала, уряд Хорватії постановив не подовжувати ліцензію на мовлення популярній місцевій радіостанції «Радіо 101», відомій гучною критикою правлячого режиму, а натомість вирішив надати ліцензію медіамагнату Нінославу Павичу, який вважався досить толерантним до режиму.
Оприлюднення цього рішення спричинило масовий протест, який 21 листопада 1996 р. зібрав на площі бана Єлачича близько 120 000 люду, вилившись у найбільші в сучасній історії Хорватії демонстрації. 
Попри те, що безпосередньою причиною протесту було бажання зберегти популярний символ міста, чимало демонстрантів використали мітинг як нагоду висловити незгоду з Туджманом та його авторитарною політикою. У той час Туджман був за межами держави, де проходив лікування від раку шлунка в Армійському медичному центрі ім. Вальтера Ріда у Вашингтоні. Почувши про те, що діється, Туджман, як повідомлялося, наказав поліції вжити заходів проти протестувальників. Подейкували, що тодішній міністр внутрішніх справ Іван Ярняк відмовився це зробити, внаслідок чого в середині грудня пішов у відставку. Після протестів «Радіо 101» зуміло відстояти свою незалежність і ліцензію на трансляцію, оскільки початкове рішення уряду було відкликано. Повернувшись у Хорватію, Туджман виступив із нападками на протести, називаючи своїх опонентів «зеленими й жовтими чортами» і тавруючи їх як закордонних найманців і зрадників, які запродалися.
Потім у квітні 1997 р. у Загребі пройшли чергові місцеві вибори. Цього разу опозиційні партії не утворили передвиборчої коаліції, а вирішили брати участь у виборах самостійно, що дозволило ХДС здобути 24 з 50 місць. Коли ж відразу після виборів два представники правоцентристської Хорватської селянської партії (ХСП) в обмін на вигідні урядові посади перейшли до ХДС, вона, кінець кінцем, отримала абсолютну більшість у цьому органі самоврядування. Це дало змогу партії законно призначити міським головою Марину Матулович-Дропулич, яку потім затвердив Туджман. Це офіційно поклало край кризі.
Однак 1998 року на головній площі міста було знову організовано масовий мітинг, цього разу робітничими профспілками. Причиною цього мітингу стало різке падіння рівня життя. Одначе поліція відмовилася видавати необхідний дозвіл на проведення зібрання, а натомість оточила кордонами площу, щоб не допустити до неї учасників протесту. Кілька годин розлючені громадяни намагалися розштовхати поліційні кордони, але безуспішно. На цій події зосередили увагу ЗМІ, ще більш просуваючи думку про те, що правління Туджмана стає чимраз авторитарнішим. Туджман іще раз прокоментував усі ці події, назвавши причетних до них людей «дрібнозубою худобою» (хорв. stoka sitnog zuba).
Незважаючи на офіційне розв'язання кризи в 1997 р., більшість жителів Загреба та значна частина хорватської громадськості відмовилися визнати нову адміністрацію, вважаючи, що криза нікуди не зникла. У травні 2000 р., через чотири місяці після загальних виборів у січні, в яких ХДС втратила владу на загальнодержавному рівні, новий лівоцентристський уряд Івиці Рачана призначив у Загребі спеціальні місцеві перевибори, що врешті привело до переконливої перемоги СДП і до того, що столичним мером став Мілан Бандич із СДП.